# Tim Hatley
Tim Hatley (28 febbraio 1967) è un costumista e scenografo britannico.

## Biografia
Dopo gli studi alla Central Saint Martins, Tim Hatley ha lavorato come scenografo e costumista a partire dalla fine degli anni ottanta, curando scenografie e costumi per messe in scena di opere di prosa e musical per la Royal Shakespeare Company, il National Theatre, il West End e Broadway.
Nel corso della sua carriera ha vinto tre Laurence Olivier Award per il miglior scenografo (per Stanley nel 1997, per Vite in privato nel 2002 e per Vita di Pi nel 2022), un Tony Award per le migliori scenografie (per Vite in privato nel 2002) e due Tony Award ai migliori costumi (Shrek the Musical, 2009; Vita di Pi, 2023). I suoi bozzetti e i suoi costumi sono stati esposti al Museum of London e al Victoria and Albert Museum.

## Filmografia
- Stage Beauty, regia di Richard Eyre (2004)
- Closer, regia di Mike Nichols (2004)
- Diario di uno scandalo (Notes on a Scandal), regia di Richard Eyre (2006)